# Карел Новачек
Карел Новачек (чеш. Karel Nováček; 30. март 1965) је бивши чешки професионални тенисер.
Највећи успех у каријери му је освајање титуле на АТП Мастерс турниру у Хамбургу 1991. године. Најбољи пласман на АТП листи је достигао у новембру 1991. када је био осми тенисер света. Имао је успеха у конкуренцији парова и са сународником Мартином Дамом је играо у финалу УС Опена 1993. године.
Новачек је 20 година живео у Бока Ратону (Флорида, САД), али се поново вратио у Чешку. Ожењен је и има троје деце.

### Појединачно 1 (1—0)
| Исход  | Година | Турнир  | Противник        | Резултат                |
| Победа | 1991   | Хамбург | Магнус Густафсон | 6–3, 6–3, 5–7, 0–6, 6–1 |